# اکارلار، بالا
اکارلار، بالا (به لاتین: Akarlar, Bala) یک Köy در ترکیه است که در استان آنکارا واقع شده‌است.